# دي إتش إل إكسبريس
دي إتش إل إكسبريس (بالإنجليزية: DHL Express)‏ هي قسم من مركز بريدي ألماني يقدم خدمات البريد السريع دولياً. تأسس في عام 1969، لتسليم المستندات بين سان فرانسيسكو وهونولولو. ولكن الشركة وسعت نشاطتها في العالم كله في اواخر عقد السبعينيات من القرن العشرين. كانت الشركة أكثر اهتماماً بالتوصيلات البحرية والقارية، ولكن نجاح شركة فيديكس دفعتهم للعمل بتوسع في الولايات المتحدة الأمريكية بداية من عام 1983. توسعت دي إتش إل بقوة في البلدان التي لم تتمكن أي شركة خدمية أخرى من الوصول إليها كالكتلة الشرقية وفيتنام وجمهورية الصين الشعبية.
بدء البريد الألماني في شراء حصة من اسهم شركة دي إتش إل، وفي عام 2001 وصل لحصة الأغلبية، وفي عام 2002 امتلك البريد الألماني الشركة بالكامل.

## التاريخ

### الأصول
بينما كان لاري هيلبلوم يدرس القانون في جامعة كاليفورنيا، كلية بولت هول للقانون في بيركلي في أواخر عقد الستينات، قبل وظيفة ساعي لشركة التأمين مايكل وشركائها (MPA). وبدأ تشغيل خدمة البريد السريع بين مطار أوكلاند الدولي ومطار لوس أنجلوس الدولي والتقاط الطرود لآخر رحلة في اليوم والعودة على أول رحلة في صباح اليوم التالي، ووصل إلى خمس مرات في الأسبوع.
بعد تخرجه، التقى هيلبلوم مع بائع MPA أدريان دالسي وخططوا لتوسيع مفهوم MPA للتسليم السريع لمؤسسات الأعمال الأخرى. سافروا بالطائرة بين هونولولو ولوس أنجلوس، ونقلوا سندات الشحن لعميلهم الأول، وكذلك خطوط القطار البحري.

### أصول الاسم
وضع هيلبلوم جزءًا من قروضهِ الطلابية لبدء الشركة، وجلب صديقيه أدريان دالسي وروبرت لين كشريكين مع الأحرف الأولى من ألقابهم مجتمعة باسم الشركة (DHL). لقد تقاسموا سيارة نوع بلايموث دوستر Plymouth Duster التي قادوها حول سان فرانسيسكو لالتقاط الوثائق والمستندات في حقائب سفر، ثم هرعوا إلى المطار لحجز رحلات الطيران باستخدام اختراع آخر جديد نسبيًا، وهو بطاقة ائتمان الشركات. ومع انطلاق العمل، بدأوا في توظيف سعاة بريد جدد للانضمام إلى الشركة. كان أول من توظفوا هما ماكس وبلانش كرول، اللذان كانت شقتهما في هاواي في كثير من الأحيان منزلًا مؤقتًا لسعاة البريد.

### التوسع المحلي
في عقد السبعينيات، صارت دي إتش إل إكسبريس شركة تسليم دولية، على غرار لوميس وبورولاتور الذين كانوا شركات البريد السريع الدولية الأخرى الوحيدة في ذلك الوقت. وكان المنافس الرئيسي الوحيد في السوق بين عشية وضحاها فيديرل اكسبرس (فيديكس)، التي لم تفتح أول خدمة دولية حتى عام 1981، وتوسعت إلى تورونتو، وأونتاريو، في كندا. ومع ذلك، كانت السوق المحلية مربحة للغاية، وكانت دي إتش إل إكسبريس ثالث أكبر ساعي للبريد السريع بعد فيديكس ويو بي إس (بريد سريع).

### شراء «دويتشه بوست»
بدأت دويتشه بوست في الاستحواذ على أسهم شركة دي إتش إل إكسبريس في عام 1998، وحصلت على حصة الأغلبية في عام 2001. وبحلول نهاية عام 2002، كانت «دويتشه بوست» قد استحوذت على كل الأسهم المتبقية من شركة دي إتش إل، واستوعبت العملية في قسمها السريع. توسعت العلامة التجارية دي إتش إل إكسبريس إلى أقسام أخرى من دويتشه بوست ووحدات الأعمال والشركات التابعة. وحالياً، تشارك شركة دي إتش إل Express علامتها التجارية دي إتش إل إكسبريس مع وحدات أعمال دويتشه بوست الأخرى، مثل دي إتش إل العالمية للشحن ودي إتش إل للشحن وسلسلة التوريد دي إتش إل ودي إتش إل البريد العالمي.
1999: اشترت دويتشه بوست وورلد نت (DPWN) شركة الشحن الهولندية بقلم جيند آند لوس وكذلك وكيل الشحن السويسري دي إتش إل العالمية للشحن.
2001: استحوذت دويتشه بوست على أغلبية (51٪) من أسهم دي إتش إل والباقي 49٪ في عام 2002. اطلق دي إتش إل الجديدة بدمج دي إتش إل العالمية للشحن وميز سيكيور سيميكور أوميغا يورو اكسبريس. قدمت محطة التعبئة كشك التسليم الآلي، كمشروع تجريبي في دورتموند وماينز.

## مواضيع متعلقة
- تي إن تي
- فيدكس
- بريد سريع
- بريد

## وصلات خارجية
- الموقع الرسمي